# Laguna San Roque
La laguna San Roque es una laguna amazónica de agua dulce de Bolivia, ubicada en la provincia de Iténez del departamento del Beni. Se sitúa a una altitud de 190 m s. n. m. con unas dimensiones de 2,8 km de largo por 2,6 km de ancho y una superficie aproximada de 4,5 km². Se encuentra a 16 km al suroeste de Magdalena.